# عفص ستانديشي
العفص الستانديشي أو العفص الياباني (باللاتينية: Thuja standishii) نوع نباتي شجري ينتمي إلى جنس العفص من الفصيلة السروية.

## الموئل والانتشار
موطنه اليابان.